# Плетинкс, Эвауд
Эвауд Плетинкс (нидерл. Ewoud Pletinckx; родился 10 октября 2002) — бельгийский футболист, защитник клуба «Ауд-Хеверле Лёвен».

## Клубная карьера
Выступал за молодёжные команды бельгийских клубов «Герардсберген», «Зоттегем» и «Веттерен». В 2012 году стал игроком футбольной академии клуба «Зюлте-Варегем». 19 января 2019 года дебютировал в основном составе «Зюлте Варегем» в матче высшего дивизиона чемпионата Бельгии против «Антверпена».

## Карьера в сборной
Выступал за сборные Бельгии до 17, до 18 и до 19 лет.